# Francisco de Paula Mendoza
Francisco de Paula Mendoza Escobedo (Saltillo, Coahuila, 24 de febrero de 1867-1937), conocido simplemente como Francisco de Paula Mendoza, fue un pintor mexicano que se especializó en batallas militares, paisaje y retratos. Fue discípulo de José María Velasco en la Academia de San Carlos.

## Biografía

### Historia familiar
Nació en Saltillo, Coahuila, el 24 de febrero de 1867, siendo hijo de Severo Mendoza y Serapia Escobedo, artesanos de humilde origen, se formó con el profesor José María Cárdenas y Juan B. de León en la academia de dibujo de su ciudad natal. Para 1880, el gobierno de Coahuila le otorgó una beca para estudiar en la Academia de San Carlos de la Ciudad de México. Fue ahí donde tuvo como preceptor al célebre paisajista mexiquense José María Velasco. Aunque su formación con el pintor fue decisiva para el dominio del color y la perspectiva, su interés académico lo llevó a cultivar el género religioso y militar. 
En los últimos años del siglo XIX, viajó por diversas ciudades europeas. Ingresó a la Academia de San Lucas de Roma, Italia, y la Academia Julian de París, Francia. Recibió entonces la influencia de los pintores clasicistas William Bouguereau, Jules Joseph Lefevre y Léon Bonnat. De aquella época datan sus obras Romeo en la tumba de Julieta y Santa Cecilia saliendo del templo, que le dieron grandes premios como la Tercera Medalla de la Exposición Internacional de Madrid en 1892.
En Europa conoció a Marie Degroutte con quien contrajo matrimonio en la Catedral de Notre Dame de París. 

Sus biógrafos coinciden en que el regreso a México tuvo lugar hacia 1895; fue entonces candidato para diferentes puestos docentes y de suplencia, como el de ayudante de dibujo en el Colegio Militar de Chapultepec (1900), dibujante del Estado Mayor de Guerra y Marina (1902) y del Museo de Historia Natural (1915)
Héctor Palhares en Batalla del 2 de abril de 1867: un regalo para el general Porfirio Díaz, Revista de Museo Soumaya, Noviembre de 2012

En 1900, ya de regreso en México, trabajó como ayudante de dibujo en el Colegio Militar de Chapultepec, dibujante del Estado Mayor de Guerra y Marina en 1902, y posteriormente, en 1915, del Museo de Historia Natural. A partir de ello es que se convirtió en experto en ilustrar batallas y episodios militares. Para la XXIII Exposición de la Escuela de Bellas Artes presentó óleos de gran importancia como Sor Juana Inés de la Cruz firmando con la sangre de sus venas la renovación de sus votos, obra de 1898-1899.

El régimen porfirista enfrentaba una creciente oposición tras un aletargado fin de siglo. La entrevista Díaz-Creelman, las huelgas de obreros en Cananea y Río Blanco, la prensa de oposición cada vez más combativa, la constitución del círculo liberal y la actividad de los Flores Magón martillaban el basamento cada vez menos sólido del porfirismo.
Eduardo Báez Macías en Pintura militar: entre lo episódico y la acción de las masas (2001)

El arquitecto Francisco de Paula Mendoza Hartmann, nieto del pintor, ha realizado con el apoyo de la investigadora Estela Duarte un catálogo razonado de su obra.

### Trayectoria durante el Porfiriato

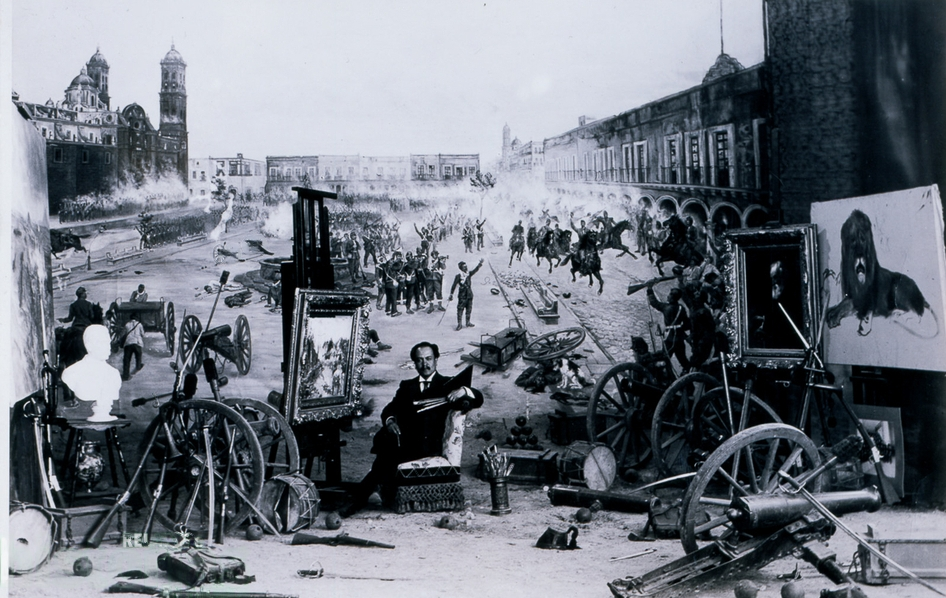
Francisco de Paula Mendoza en su estudio en un hotel de la Ciudad de México, en 1905, donde realizó la segunda y monumental versión de su pintura de la batalla del 2 de abril de 1867.

Entre 1902 y 1910, Francisco de Paula realizó un ciclo completo de las victorias militares del general Porfirio Díaz. Los encargos oficiales o particulares tenían como objetivo exaltar las glorias del sistema. Esto hizo que el pintor se convirtiera en uno de los principales exponentes -junto con el mexiquense José María Velasco- de la plástica nacional prerrevolucionaria.
Con este trabajo, el artista aseguraba una brillante carrera al vincularse con un tema poco cultivado en el terreno estético mexicano.

[...] se distingue el pintor coahuilense Francisco de P. Mendoza [...] ejecutando cuadros de asuntos históricos nacionales y cultivando el primero en nuestro país la pintura militar.
J. García Rodríguez en El Ateneo de Saltillo, Coahuila (1930)

De 1902 data la primera versión de Batalla del 2 de abril de 1867, hoy en la colección de pintura mexicana del siglo XIX de Museo Soumaya. Dos años más tarde fue ejecutada una versión en mayor formato que conserva el Museo Nacional de Historia Castillo de Chapultepec. Luego pintaría otros momentos de la Intervención francesa en México como Batalla de Miahuatlán y Batalla de la Carbonera, acontecimientos que durante octubre de 1866 habían determinado la paulatina caída del Segundo Imperio Mexicano gracias a la avanzada de las fuerzas liberales.

## Obras
|                                                                        |
| 2 de abril de 1867. Entrada del general Porfirio Díaz a Puebla (1902). |

|                            |
| Sebastián Lerdo de Tejada. |

|                              |
| Batalla de Miahuatlán, 1906. |